# 나가쿠테촌
나가쿠테촌(長湫村)은 아이치현 아이치군에 설치되었던 촌이다. 현재의 나가쿠테시에 해당한다.